# Marie de Nazareth (film, 1995)
Pour plus de détails, voir Fiche technique et Distribution.
Marie de Nazareth est un film français de Jean Delannoy, sorti en 1995.

## Synopsis
Le film raconte la naissance, la vie, la mort et la résurrection de Jésus, à travers le regard de sa mère, Marie de Nazareth, présentée comme la sainte Vierge Marie, humble femme, sans péché, honorée d'être la mère du Christ.
Elle souffre des tortures infligées à son fils.
L'apôtre Jean vient en aide à Marie, à la demande de Jésus après sa Passion.

## Fiche technique
- Titre : Marie de Nazareth
- Réalisation : Jean Delannoy, assisté de Michel Leroy
- Scénario : Jean Delannoy et Jacques Douyau
- Décors : Gil Parrondo
- Costume : Javier Artinano
- Montage : Françoise Berger Garnault
- Musique : Olivier Lliboutry
- Distribution : Média films Dargaud
- Sociétés de production : Azur Films, Moroccan Productions and Services, Belvision France, Fima Profin, C.F.R.T., Le Quadrige, AJH Invest, Brunch Productions, DDB Images, J&B Movies, avec la participation de Club Investissement Media, Media Films Dargaud, Comité français de radio-télévision, 36-15 Gabriel, Canal+.
- Genre : drame
- Pays de production :  France
- Durée : 1 h 45
- Date de sortie : France : 29 mars 1995
- Public : Tous publics

## Distribution
- Myriam Muller : La Vierge Marie
- Didier Bienaimé : Jésus
- Francis Lalanne : Joseph
- Marc de Jonge : le roi Hérode
- Eric Jakobiak : l'apôtre Jean
- Myriam Mézières : Marie de Magdala
- Jean-Marc Bory : Ponce Pilate
- Jean-Loup Wolff : Joachim
- Corinne Blues : Sainte Anne
- Thierry Maillot : Jean le Baptiste
- Pierre Lacan : Judas Iscariote
- Jean-Pierre Germain : Saint Pierre
- Nadjat M'rini : Jeanne
- Alain Aswani : l'apôtre Thomas
- Omar Chenbod : Caïphe
- Neil Moulane : Jésus bébé
- Georges Wilson : narrateur (voix)

## Commentaire
- Marie de Nazareth est le dernier film de Jean Delannoy, alors âgé de 87 ans. Il déclarait que ce film était son testament et qu'il n'en referait plus d'autre après. C'est aussi le dernier film de l'acteur Marc de Jonge qui mourra l'année suivante, à l'âge de 47 ans, d'une chute accidentelle.
- Marie de Nazareth est le troisième film de la trilogie hagiographique de Jean Delannoy, après le film Bernadette et sa suite, La Passion de Bernadette.
- Bien que le film raconte la vie du  Christ, de sa naissance à sa résurrection, beaucoup d'épisodes de l'Évangile manquent dans le film. Les Noces de Cana est le seul miracle représenté. Dans la scène de la crucifixion, le film représente la croix mise directement et ne montre pas Joseph d'Arimathie descendre le corps du Christ de la croix. Jésus n'est pas non plus montré ressuscité à ses disciples, l'apôtre Jean prévient Marie de sa résurrection. En revanche, tous les épisodes de sa naissance sont présents.